# Gonomyia kansensis
Gonomyia kansensis är en tvåvingeart som beskrevs av Alexander 1918. Gonomyia kansensis ingår i släktet Gonomyia och familjen småharkrankar. Inga underarter finns listade i Catalogue of Life.